# Watermeterfabriek
De Watermeterfabriek is een voormalig fabrieksgebouw in de Noord-Hollandse stad Haarlem. Het fabrieksgebouw werd in 1916 gebouwd aan de Noord Schalkwijkerweg nabij het Spaarne. Hedendaags ligt het gebouw in het stadsdeel Schalkwijk aan het eind van de Belgiëlaan.
In 1916 kwam het fabriekspand in gebruik als glasfabriek. Hier werden onder andere de flessen geproduceerd waar de Haarlemmerolie in werd gestopt. In 1921 nam de Amsterdamsche Watermeterfabriek de fabriek over ter productie van watermeters. Tot aan 1936 toen werd de productie hier gestopt. Voor enkele jaren omstreeks 1940 was er de zeepfabriek Het Spaarne gevestigd en later nog een meubelmakerij.
In 2017 werd het voormalig fabrieksgebouw aangewezen tot gemeentelijk monument.
In 2021 werd de het pand door de gemeente verkocht. Het pand wordt sindsdien gerestaureerd en ontwikkeld tot horeca. Het ontwerp voor de restauratie van het monument zijn gemaakt door  het architectenbureau J. van Stigt.